# Painful
Painful è il sesto album discografico del gruppo musicale alternative rock statunitense Yo La Tengo, pubblicato nel 1993.

## Tracce
1. Big Day Coming – 7:04 (Ira Kaplan)
2. From a Motel 6 – 4:08 (Georgia Hubley, Ira Kaplan)
3. Double Dare – 3:28 (Ira Kaplan)
4. Superstar-Watcher – 1:42 (Georgia Hubley, Ira Kaplan, James McNew)
5. Nowhere Near – 6:01 (Georgia Hubley)
6. Sudden Organ – 4:42 (Ira Kaplan)
7. A Worrying Thing – 2:53 (Ira Kaplan)
8. I Was the Fool Beside You for Too Long – 5:04 (Georgia Hubley, Ira Kaplan, James McNew)
9. The Whole of the Law (cover dei The Only Ones) – 2:19 (Peter Perrett)
10. Big Day Coming – 4:14 (Ira Kaplan)
11. I Heard You Looking – 7:01 (Georgia Hubley, Ira Kaplan, James McNew)

## Formazione
- Georgia Hubley: batteria
- Ira Kaplan: chitarra e voce
- James McNew: basso